# パープル・ヘイズ
「パープル・ヘイズ（紫のけむり）」 (Purple Haze)は、ジミ・ヘンドリックスの楽曲。1966年に作られ、1967年に録音、ヘンドリックスにとっては2枚目のシングル曲として、イギリスとアメリカの両国で発売された。アメリカにおいては、1967年のアルバム『アー・ユー・エクスペリエンスト?』と、後に再発された同アルバムに収録されている。「パープル・ヘイズ」は1960年代の"代表的なサイケデリックドラッグソング"となり、しばしばヘンドリックスの代表曲（シグニチャーソング）と言われることもある。
一説によれば、ヘンドリックスがバックステージで弾いていたリフを聴いた彼のマネージャーチャス・チャンドラーが、そのリフに歌詞をつけたらどうか、と提案したところからできた曲だという。1966年のボクシング・デーに、アッパーカットクラブの楽屋で書かれたとされるこの曲の歌詞に対して、チャンドラーは"ちっとも推敲(cut)されていない"と言い（もっともヘンドリクスの歌詞では大体がそうだとチャンドラーも認めているが）、一方でジミは"オリジナルには、はるかに多くの文字が含まれていた"と主張している。
1967年の3月17日にイギリスでシングルが発売された(Track 604001)。発売と同時に39位でチャートインし、最高で3位、14週間チャートに留まった。アメリカでは1967年の6月19日に発売され、最高で65位。8週間チャート留まった。
2005年3月発売のQマガジンにおいて、グレイテストギタートラックの1位に選ばれ、ローリング・ストーンの選ぶオールタイム・グレイテスト・ソング500では17位に選出された。オーストラリアのテレビ局MAXは、2008年カウントダウン"ロックソングトップ100"でパープル・ヘイズを17位に選んでいる。ポール・マッカートニーは本作のプロモ盤を試聴して 「ジミはぶっ飛ばしてくれる。ますます音がよくなってる！ そこらじゅうで受けるに違いないよ」と述べている。

## 歌詞
"僕は夢を沢山見て歌に取り入れている"ヘンドリクスは1968年のNew Musical Expressのインタビューにおいてこう答えている。"'First Around the Corner' という曲がひとつ。あと他に'The Purple Haze'。これは海の中を歩いている夢について書いたものだよ" パープル・ヘイズという言葉は、サンド社がDelysidという商標で販売していたLSDが紫色のカプセルに入っていたため、LSDを指す言葉として使われている。さらに、パープル・ヘイズはその'紫'の形状からマリファナの一つの呼び名であるため、'kissing the sky'は'ハイになる'という風に解釈されるのが最も有力である。また、この歌詞を書いた際にヘンドリクスは、Owsley Stanley作の "Purple Haze LSD"を摂取していたのではないかという説がある。
パープルヘイズというフレーズ自体は、1861年ごろに印刷されたチャールズ・ディケンズの大いなる遺産の54章の"There was the red sun, on the low level of the shore, in a purple haze, fast deepening into black..."という部分に登場する。

### 聴き間違い
聴き間違いで有名なのが、"excuse me while I kiss the sky"を"excuse me while I kiss this guy"と間違えるもので、実際ヘンドリックス自身もジョークとして1967年のモンタリーポップフェスティバルやウッドストックで行われたギターヒーロワールドツアーで（間違ったほうを）歌ったという記録がある。またこの有名な聞き間違いは、聞き間違いを集めたサイトのURLに借用されている。
チーチ&チョンの気分は最高では"excuse me while I kiss this fly"とパロディーされている。

## 音楽

この曲は、イントロ部分のすぐ後に"ヘンドリクスコード" (dominant 7 # 9)が使われている事で知られている。このコードは1960年代のホレス・シルヴァーなどのジャズアーティストによってしばしば使われていたが、ロックでは普通使われていなかった。イントロ部分自体はトライトーンの使用が独特で、これも一般的にジャズミュージシャンに使われる。これはベースがE（とそのオクターブ）を鳴らした時にヘンドリクスがBb（とそのオクターブ）を演奏した時に聴くことができる。 このような不協和音は当時のポピュラーミュージックではほとんど用いられていなかった。 ギターソロの部分ではオクタヴィアと呼ばれる、音を一オクターブ上げるエフェクターが使われている。このエフェクトはアコースティック/エレクトリックギターエンジニアのロジャー・メイヤーによって開発され、メイヤーは開発にジミ・ヘンドリクスの協力があったと発言している。 オクタビアを用いたダビーなサウンドはアウトロ部分でも聴くことができる。

## パープル・ヘイズのカバーと引用
ジョニージョーンズ・アンド・キングカジュアルスによって1968年にカバーされた。ヘンドリクスはソロ活動を始める以前にキングカジュアルスのメンバーであった。ディオンによるポップバージョンは、1969年カナダのチャートで72位を記録し、1973年のNational Lampoon's Lemmingsのステージにおいてジョン・ベルーシがジョー・コッカーのパロディー "ロンリー・アット・ザ・ボトム"で、1960年代後半を"days of Purple Haze and freon"と表現している。1979年の映画地獄の黙示録では登場人物であるランスが、紫煙のグレネードをボートにセットする時にLSDでトリップしながらパープル・ヘイズを歌っている。
コロンビアピクチャーズから1981年に発売されたチーチ&チョン監督の チーチ&チョンの気分は最高では、主人公達が精神病院にいる場面でヘンドリクスのような格好をした黒人患者（マイケル・ウィンスロー）がパープル・ヘイズのパロディーを歌っている。1983年のコメディードラマパープル・ヘイズのオープニングでは同曲のライブバージョンが使われている。1984年のヒューイ・ルイス&ザ・ニュース、"I Want a New Drug"では曲最終盤にパープル・ヘイズのイントロが使われている。ロサンジェルスのアートロックバンドザ・フィボナッチズは1984年にアヴァンギャルドカバーを発表し、同年サイケデリックミュージックビデオもリリースした。サンフランシスコの弦楽四重奏団クロノス・クァルテットはライブでパープル・ヘイズを頻繁に演奏しており、アルバムクロノス・クァルテット (1986)とDVDIn Accord (2000)に収録されている。
アート・アンサンブル・オブ・シカゴの1987年のアルバムAncient to the Futureでフィーチャーされている。スウェーデンの俳優ドルフ・ラングレン主演の映画マスターズ/超空の覇者においてパープル・ヘイズが演奏されている。The Fibonaccisが1987年のコメディー映画Valet Girlsでカバー演奏している。ウィンガーが1988年アトランティック・レコードからリリースされたアルバムWingerでカバー演奏している。1988年のアクション映画シェイクダウンにフィーチャーされている。オジー・オズボーンは1989年8月12日、13日に行われたMoscow Music Peace Festivalにおいてヘヴィメタルバージョンを演奏した。またこのバージョンは同年リリースされたコンピレーションアルバムStairway to Heaven/Highway to Hellに収録されている。1989年リリースのトラヴェリング・ウィルベリーズの"End of the Line"には"Maybe somewhere down the road a ways / You'll think of me and wonder where I am these days / Maybe somewhere down the road when somebody plays / Purple Haze"という歌詞が含まれている。
細野晴臣、忌野清志郎、坂本冬美の3名で構成された音楽ユニットである「HIS」のアルバム『日本の人』で、音頭風にアレンジし、日本語詩で「パープル・ヘイズ音頭」としてカヴァーしている。1990年の東芝EMI創立30周年記念イベント「ロックの生まれた日」で忌野と坂本が三宅伸治と3人でSMIを名乗り、小林和生がウッドベース、ケニー・モズレーがパーカッションとして参加した時の演奏が元になっている。
フランク・ザッパの1991年のライブアルバムThe Best Band You Never Heard in Your Lifeには1988年に録音されたパロディーバージョンが収録されている。1991年にThe Bobsはアカペラバージョンのパープル・ヘイズを録音している。 タンジェリン・ドリームの1992年、アメリカでのコンサートアルバム220 Volt Liveにカバーが収録されている。 1993年のトリビュートアルバムStone Free: A Tribute to Jimi Hendrixの一曲目にはザ・キュアーの演奏が収録されている。1995年に公開の、映画アポロ13ではジム・ラヴェルの一番上の娘がアポロ13の中継を見る前にパープル・ヘイズを演奏している。
My Wife and Kidsのエピソードの中のMichael Kyleが息子とその友人に彼のギタースキルを披露する場面では、ギターに火をつけて舌で演奏している。ウダイ・サッダーム・フセインの高級車からシングルCDのコピーが発見された。オーストラリアのバンドWolfmotherの"Dimension"の中には"Purple Haze is in the sky"という歌詞が含まれている。2006年5月1日発売のレッド・ホット・チリ・ペッパーズのシングル"ダニー・カリフォルニア"のギターソロでパープル・ヘイズのイントロが使われている。2007年にはブエナ・ビスタ・ソシアル・クラブがアルバムRhythms del Mundo Classicsでカバーしている。
植松伸夫作曲によるファイナルファンタジーVIIの楽曲片翼の天使はパープル・ヘイズに影響されている。
デッド・ケネディーズの元ドラムスのD.H. Peligroはパンクロックバージョンのパープル・ヘイズを録音しグラミー賞にノミネートされた。
シアトルのバンドEclipse Revolutionがライブでパープル・ヘイズをカバー演奏した。
B'zが1990年にリリースしたアルバム「BREAK THROUGH」収録の「SAVE ME!?」には同曲が引用されており、歌詞にも曲名が登場する。リリースに際し松本孝弘はセルフライナーノーツに「Purple Hazeは素晴らしい」とコメントした。
1994年に行われたツアー「B'z LIVE-GYM '94 “The 9th Blues -Part2-”」ではより「Purple Haze」に近いアレンジで披露している。また、同じライブの中では松本孝弘がボーカルを取り、「Little Wing」のカバーも披露していた。